# Avenida Sapopemba
A Avenida Sapopemba é uma avenida da zona Leste da cidade de São Paulo, Brasil. Sendo um dos maiores logradouros do Brasil, com 38,5 km de extensão, possui 1.786 postes e nela operam quarenta linhas de ônibus diferentes (entre municipais de São Paulo, municipais de Mauá e Ribeirão Pires).[carece de fontes?]
A avenida é atendida por quatro estações da Linha 15-Prata do Metrô de São Paulo: Jardim Planalto, Sapopemba, Fazenda da Juta e São Mateus. Futuramente, também irá abrigar a Estação Santa Clara da Linha 2-Verde.
Inicia no acesso à Avenida Salim Farah Maluf, no distrito da Água Rasa e termina no Largo de Santa Luzia, próximo ao centro do município de Ribeirão Pires, à leste da Grande São Paulo. A partir da limítrofe entre Mauá e o município de São Paulo, esta via passa ser denominada como "SPA-052/031 Ramal Sapopemba", trecho sob jurisdição do DER (Departamento de Estradas de Rodagem).

## História
Sua origem remonta ao início do século XIX, quando era chamada de Estrada de Sapopemba, e ligava a zona rural ao centro da cidade de São Paulo. Em 3 de junho de 1954 o prefeito Jânio Quadros sancionou a Lei 4.484 que alterava o nome de "estrada" para "Avenida Sapopemba", após algumas tentativas fracassadas de alterar o nome anos antes.

## Contestação de título de maior rua do Brasil
Há contestações sobre o título, considerando a Avenida Brasil no Rio de Janeiro como a maior rua do Brasil por ter 58 km de extensão, porém esta apresenta diversos trechos em rodovias federais (BR-040,  BR-116,  BR-465 e BR-101, sendo inclusive o maior trecho urbano da BR-101, ligando a BR-101 norte (Ponte Rio-Niterói e Rodovia Rio-Vitória/Niterói-Manilha) à BR-101 sul (Rodovia Rio-Santos). Como previsto pelo CTB (Código de Trânsito Brasileiro) em seu artigo 60 uma rua, avenida, viela ou caminho são consideradas como via urbana, enquanto uma rodovia é uma via rural tendo aplicações diferentes.